# Delhaize Group
Delhaize Group é a maior empresa varejista da Bélgica com sede em Bruxelas, em 2015 tinha operações em 7 países e em 3 continentes e foi fundada em 1867.
Em 31 de dezembro de 2014, a Delhaize Group tinha de 3.402 lojas (sendo 1.295 na costa leste dos Estados Unidos) e empregava aproximadamente 150.000 pessoas. As divisões de operação da empresa são principalmente supermercados, que representam 85% das vendas da Delhaize e outros 15% restantes incluem outros formatos de lojas, tais como pequenas lojas de bairro, Lojas de conveniência e lojas especializadas em determinados produtos. A empresa está ativamente envolvida com o programa da Agência de Proteção Ambiental americano para gerenciar a eficiência energética em todas as suas instalações nos Estados Unidos.

## Fusão com a Ahold
Em 24 de junho de 2015 a Delhaize anunciou que irá se fundir com a varejista holandesa Ahold para uma nova empresa, a Ahold Delhaize. A fusão que custará 25 bilhões de euros consiste na compra da Delhaize pela Ahold, com a operação concluída irá se criar uma das maiores empresas de varejo da Europa com 6500 lojas, porém a fusão tem como foco a costa leste dos Estados Unidos, já que de todas lojas da empresa, cerca de 2000 estão nos Estados Unidos.

## Operações

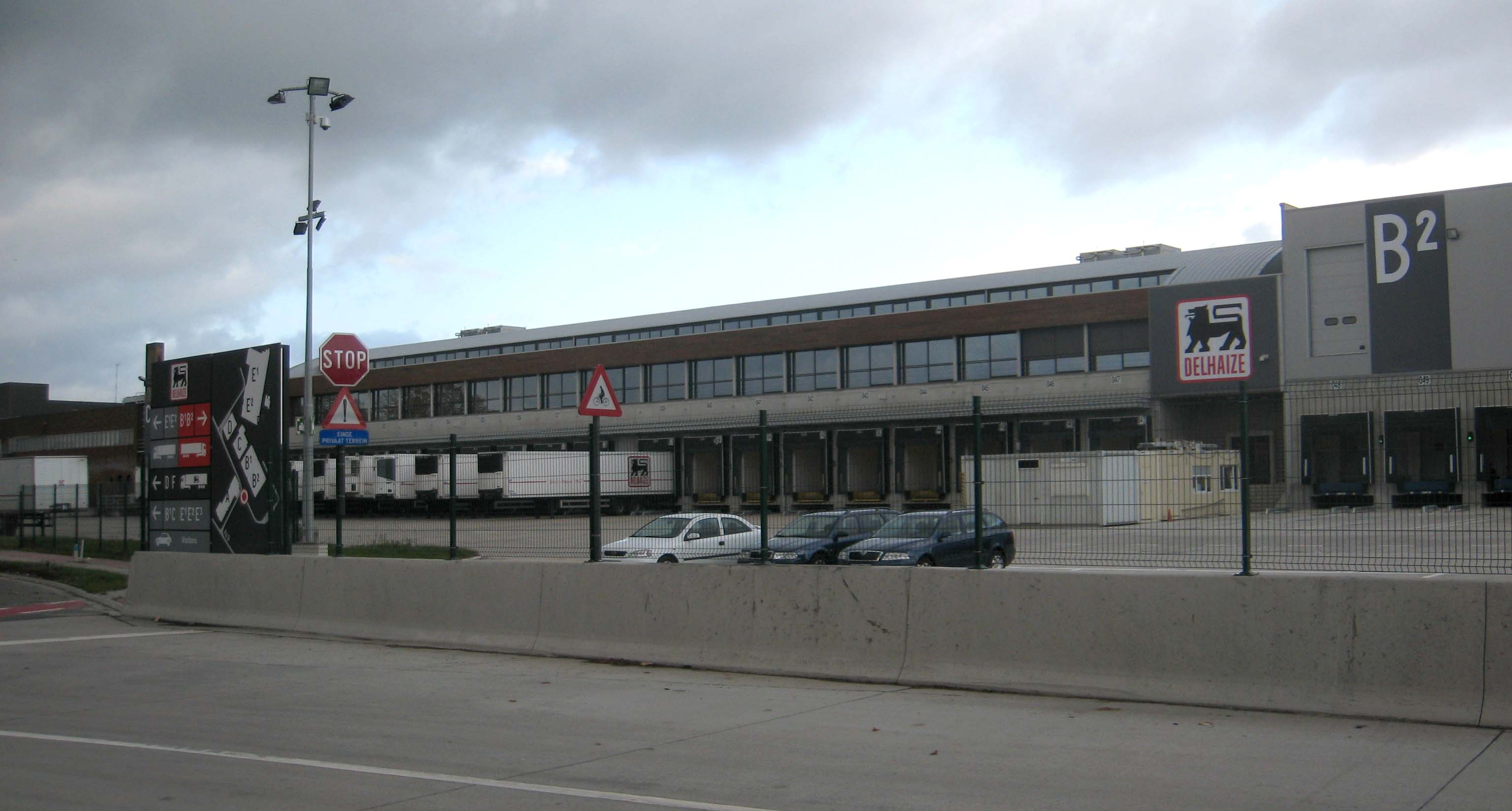
Loja da Delhaize em Zellik, Bélgica.

Em dezembro de 2014 a empresa tinha 3402 lojas em 7 países e um faturamento total de 21,4 bilhões de euros e 149.968 empregados.
| Região ou país       | Número de lojas | Faturamento total | Empregados | Crescimento das vendas |
| -------------------- | --------------- | ----------------- | ---------- | ---------------------- |
| Estados Unidos       | 1.295           | EUR 13,4 bilhões  | 96.276     | +6,6%                  |
| Bélgica e Luxemburgo | 880             | EUR 4,9 bilhões   | 16.271     | -3,5%                  |
| Sudeste da Europa    | 1.105           | EUR 3,1 bilhões   | 30.602     | +4,3%                  |
| Indonésia            | 122             | -                 | 6.419      | + 17,9%                |

## Divisões de Vendas
Europa
Bélgica
- Delhaize
- Mercado Vermelho
- AD Delhaize
- City Delhaize
- Proxy Delhaize
- Shop'n Go
- Tom & Co
- Caddyhome

Luxemburgo
- Delhaize
- Cidade Delhaize

Grécia
- Alfa-Beta Vassilopoulos
- City AB
- AB Shop'n Go
- AB Food Market
- ENA
- Red Market

Romênia
- Mega Image
- Shop'n Go
- Red Market

Sérvia
- Maxi
- Tempo Centar

América do Norte
Estados Unidos
Funciona como Delhaize America, uma subsidiária integral do Grupo Delhaize:
- Food Lion
- Florescer
- Bottom Dollar Food
- Harveys Supermarkets
- Reid's
- Hannaford Bros. Co.
- Sweetbay Supermarkets

Ásia
Indonésia
Super INDO (51%)